# كريس مارس
كريس مارس (بالإنجليزية: Chris Mars)‏ هو فنان وموسيقي أمريكي، ولد في 26 أبريل 1961.

## وصلات خارجية
- كريس مارس على موقع IMDb (الإنجليزية)
- كريس مارس على موقع ميوزك برينز (الإنجليزية)
- كريس مارس على موقع أول ميوزيك (الإنجليزية)
- كريس مارس على موقع ديسكوغز (الإنجليزية)